# Reloj de vapor

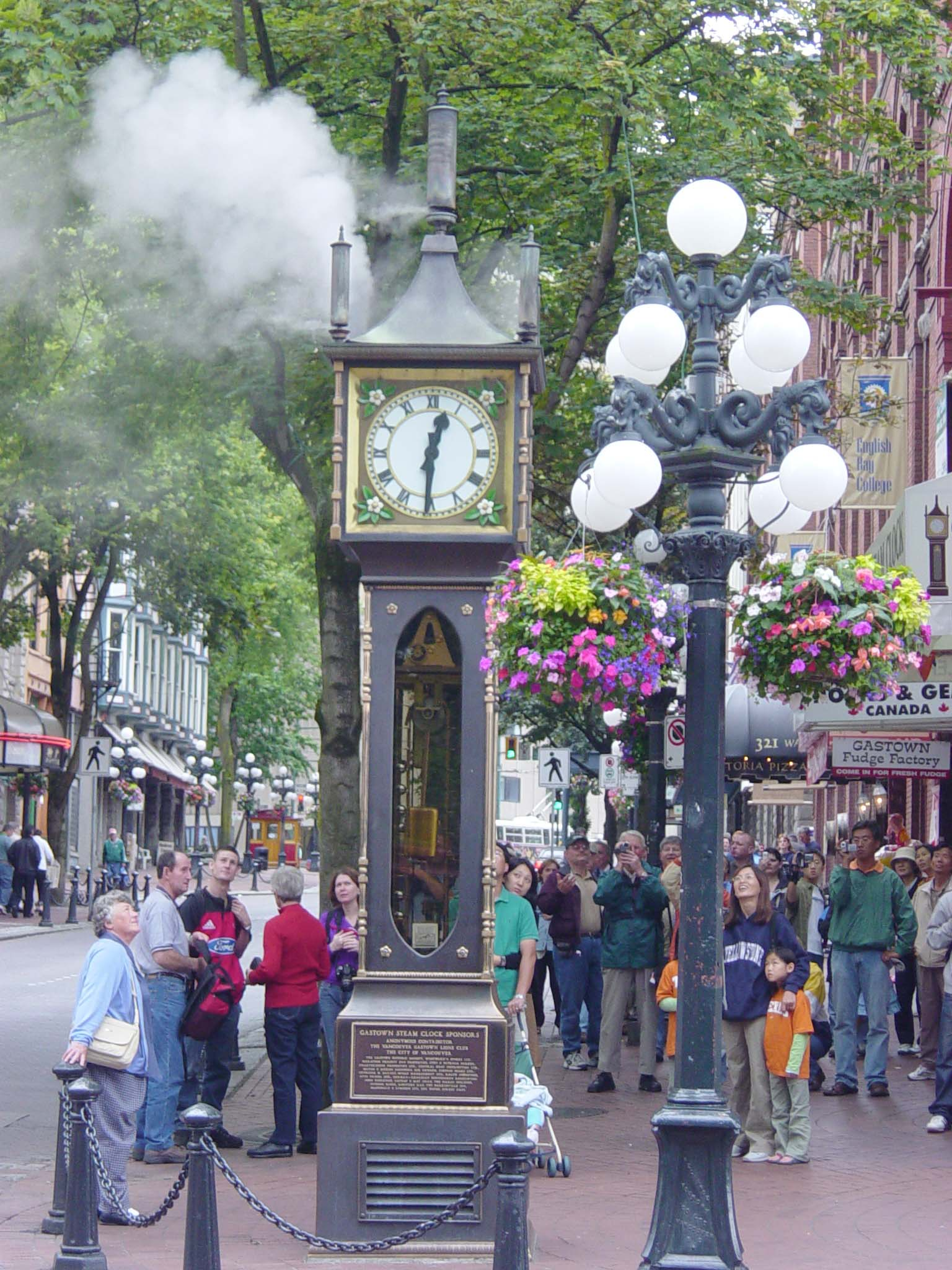
Unos turistas contemplan el reloj de vapor de Gastown en Vancouver.

Un reloj de vapor es un reloj total o parcialmente movido por un motor de vapor. Sólo existen unos pocos en funcionamiento, la mayoría diseñados y construidos por el relojero canadiense Raymond Saunders para su exhibición en espacios públicos. Los relojes de vapor construidos por Saunders se hallan en Otaru, Japón; Indianápolis, EUA; y las ciudades canadienses de Vancouver, y Port Coquitlam, ambas en Columbia Británica. Otros relojes de vapor hechos por otros creadores se muestran en Saint Helier, en Jersey, y el mercado de Chelsea Farmers en Londres, Inglaterra.
Aunque habitualmente se les ha dado un aspecto de antigüedades del siglo XIX, los relojes de vapor son fenómenos recientes inspirados por el construido por Saunders en 1977 en Gastown, Vancouver. Una excepción es el reloj de vapor construido en el siglo XIX en Birmingham por el ingeniero británico John Inshaw para demostrar la versatilidad de la fuerza del vapor.

## La taberna del reloj de vapor
En 1859 el ingeniero y hombre de negocios John Inshaw adquirió el pub en la esquina de Morville Street con Sherborne Street en Ladywood, Birmingham. En una apuesta para que se hablara de su establecimiento en el área, además de decorarlo con varios modelos de relojes, Inshaw aplicó su interés en el motor de vapor para construir un reloj con él. Una pequeña caldera producía vapor; el vapor se condensaba en gotas de agua que caían sobre un plato en intervalos regulares, y el peso de este plato era lo que movía el mecanismo. El reloj fue instalado sobre la puerta y el pub llegó a ser conocido como la taberna del reloj de vapor. El establecimiento tuvo tanto éxito que llegó a convertirse en un music hall en 1880.

## El reloj de vapor de Gastown
El primer reloj de vapor de Raymond Saunders se construyó en 1977 como una atracción turística para el renovado distrito de Gastown en Vancouver. Aunque el reloj pertenece a la ciudad de Vancouver, los fondos para el proyecto fueron obtenidos de comerciantes y propietarios locales, así como donantes privados. Movido por vapor y varios motores eléctricos, el reloj muestra la hora en cuatro esferas y anuncia los cuartos con un silbato que toca los Cuartos de Westminster.